# Тимовський міський округ
Тимовський район (рос. Тымовский район) — адміністративно-територіальна одиниця (район) та муніципальне утворення (муніципальний район) у складі Сахалінської області Російської Федерації.
Адміністративний центр — смт Тимовське.

## Географія
Знаходиться на північної части острова Сахалін.
Тимовський район прирівняний до районів Крайньої Півночі.

## Населення
| 2002    | 2009    | 2010    | 2011    | 2012    | 2013    | 2014    |
| ------- | ------- | ------- | ------- | ------- | ------- | ------- |
| 19 099  | ↘17 738 | ↘16 212 | ↘16 193 | ↘15 946 | ↘15 651 | ↘15 232 |
| 2015    | 2016    | 2017    | 2018    | 2019    |         |         |
| ↘14 956 | ↘14 702 | ↘14 522 | ↘14 279 | ↘14 119 |         |         |